# Cua nước ngọt

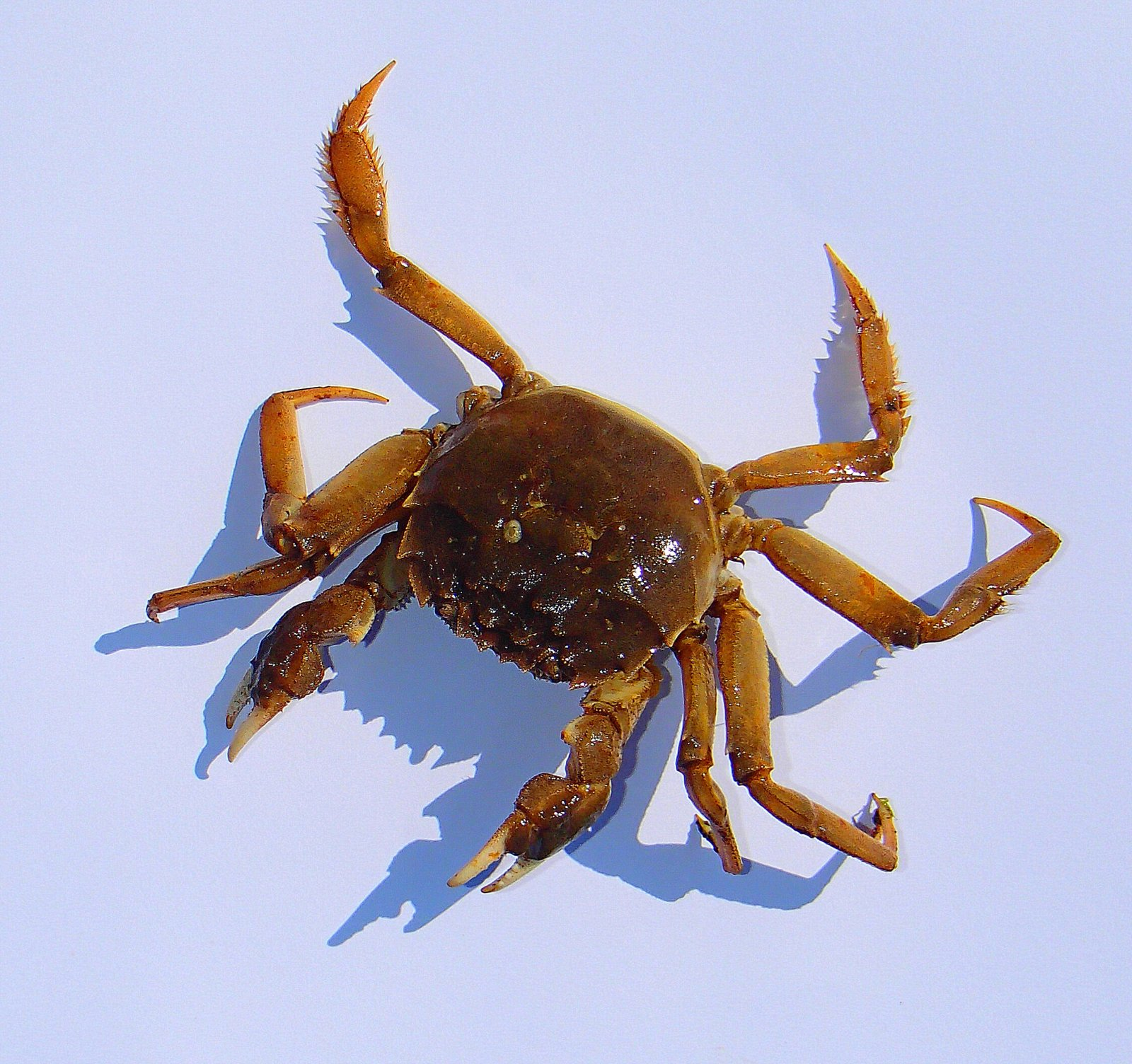
Một con cua nước ngọt

Cua nước ngọt là tên gọi chỉ chung cho các loài cua sống chủ yếu ở môi trường nước ngọt. Cua nước ngọt được tìm thấy ở khắp các vùng nhiệt đới và cận nhiệt đới trên thế giới. Có khoảng 1.300 loài cua nước ngọt, phân phối khắp các vùng nhiệt đới và cận nhiệt đới được chia thành 08 họ.

## Đặc điểm
Trong số 08 họ, hầu hết các loài cua nước ngọt thường sinh sản với số lượng ít và có sự chăm sóc nuôi dưỡng của cua mẹ đối với cua con trái ngược với cua biển (marine crabs) đẻ hàng ngàn ấu trùng phù du. Các loài cua nước ngọt có xu hướng là loài đặc hữu ở khu vực nhỏ. Kết quả là, một tỷ lệ lớn đang bị đe dọa tuyệt chủng. Có con cua nước ngọt cân nặng hơn 1,5 kg với hai càng to gần bằng cổ tay người lớn. Đường kính mai cua hơn 15 cm. Khi càng vươn ra thì chiều dài toàn thân cua khoảng 60 cm. Đây là giống cua sen ở Việt Nam.

## Thống kê
Có hơn 1.300 loài được mô tả cua nước ngọt, trong tổng số 6.700 loài cua trên tất cả môi trường sống. Tổng số loài cua nước ngọt, bao gồm cả các loài chưa được mô tả được cho là lên đến 65% hoặc cao hơn, có khả năng lên đến 2.155 loài, mặc dù hầu hết các loài khác hiện vẫn chưa biết đến. Tám họ cua nước ngọt bao gồm:
- Liên họ Trichodactyloidea

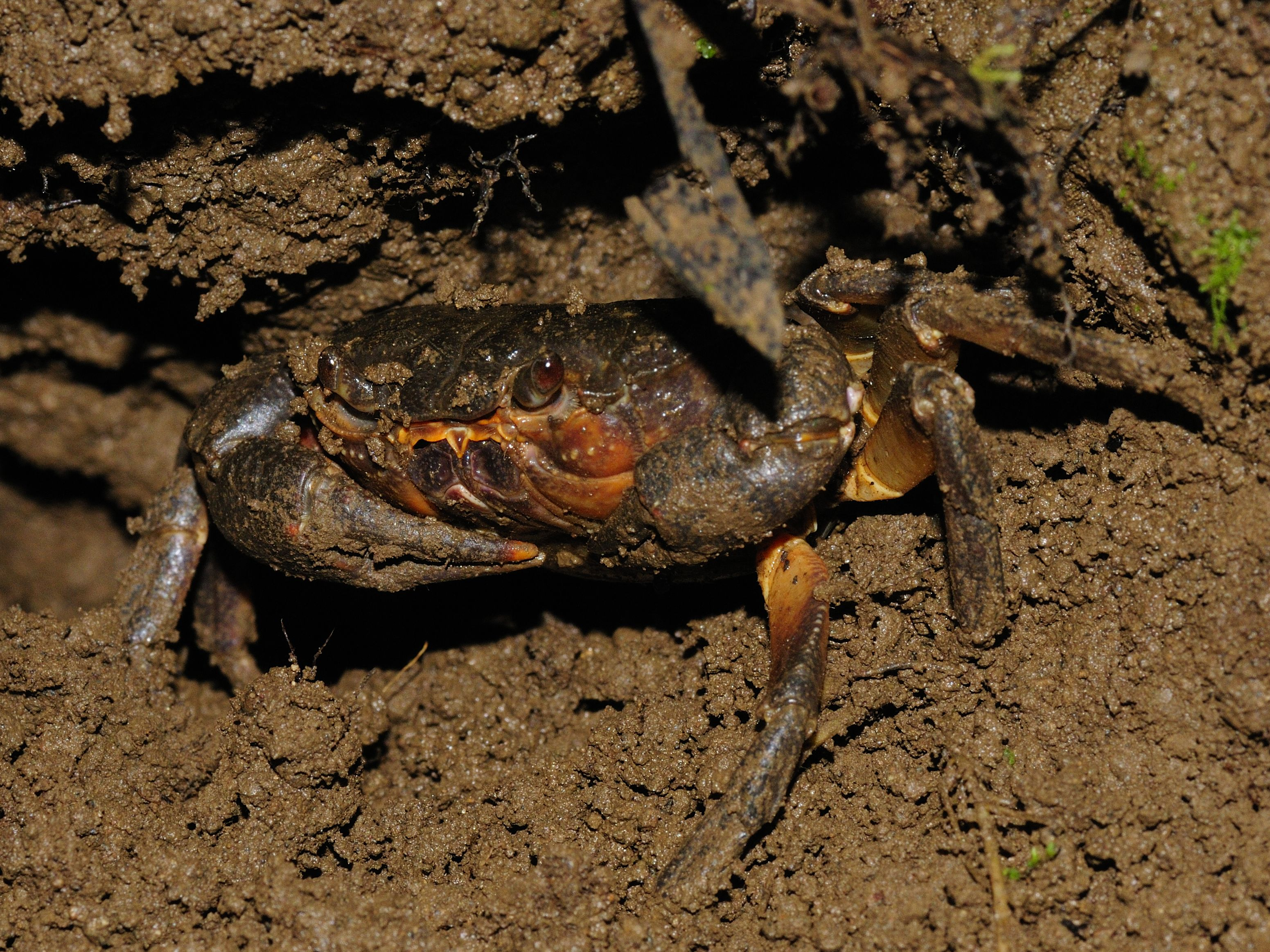
Một loài cua nước ngọt ở châu Âu

  - Trichodactylidae (Trung Mỹ và Nam Mỹ)
- Liên họ Potamoidea
  - Potamidae (lưu vực Địa Trung Hải và châu Á)
  - Potamonautidae (châu Phi bao gồm cả Madagascar)
  - Deckeniidae (Đông Phi và Seychelles)
  - Platythelphusidae (Đông Phi)
- Liên họ Gecarcinucoidea
  - Gecarcinucidae (Châu Á)
  - Parathelphusidae (châu Á và châu Úc): Họ Cua đồng
- Liên họ Pseudothelphusoidea
  - Pseudothelphusidae (Trung Mỹ và Nam Mỹ)

## Nguy cơ
Hai phần ba các loài cua nước ngọt đang đối diện với nguy cơ tuyệt chủng. Trong số đó cứ mỗi 6 loài cua thì có một loài bị xếp vào nguy cơ rất cao trong đó cua nước ngọt tại Đông Nam Á thuộc vào nhóm nguy cơ tuyệt chủng cao nhất vì đang đối diện với môi trường sống bị ô nhiễm nặng nề kể cả loài cua Johora singaporensis sống quanh đảo quốc Singapore.
Danh sách 1.280 loài cua nước ngọt được khuyến nghị xếp vào sách đỏ. Ngoài ra, 227 loài cua nước ngọt khác đang được cân nhắc về mức độ nguy cơ, 628 loài còn lại đang được tiếp tục thu thập dữ liệu.

## Hình ảnh

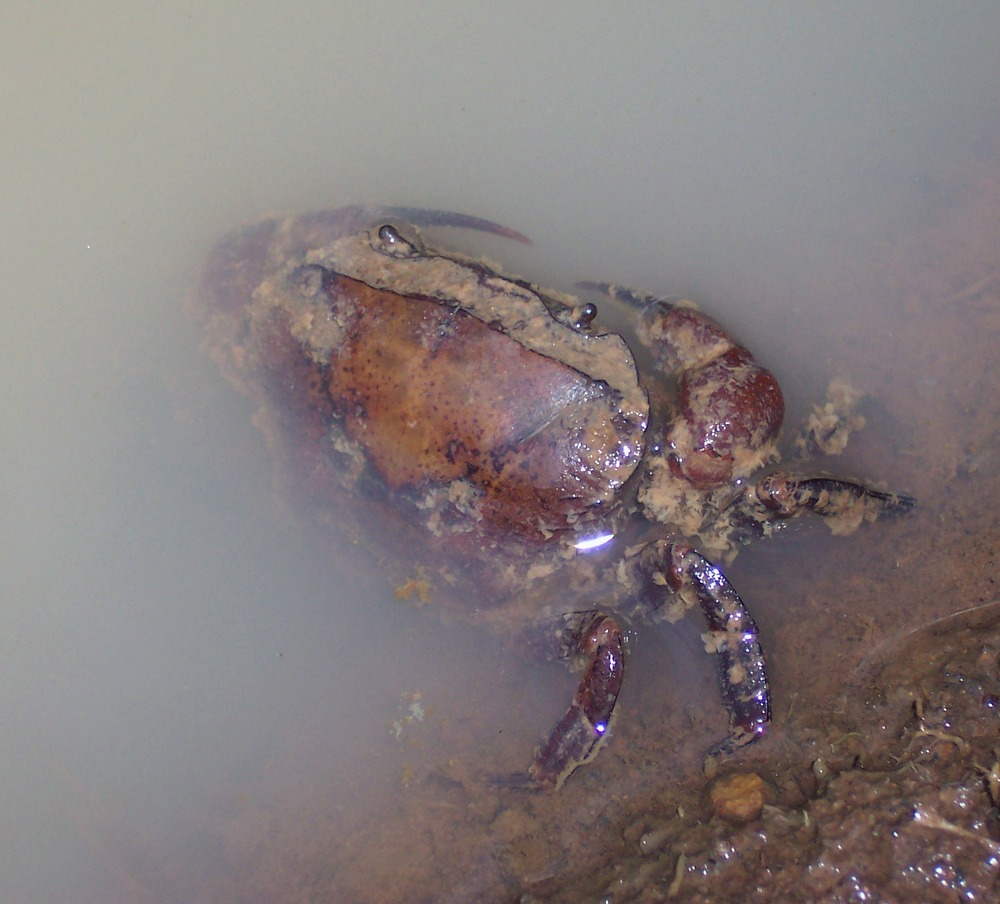